# Колос Олександр Вікторович
Ко́лос Олександр Вікторович (нар. 31 серпня 1995, смт Шрамківка, Драбівський район) — український футболіст, півзахисник.

## Біографія
Вихованець ДЮСШ «Дніпро-80» та СДЮСШОР міста Черкаси, перший тренер — Корякін С. І. З 2015 року став виступати за друголіговий «Славутич» (Черкаси), який з наступного року змінив назву на «Черкаський Дніпро», провівши там за 2 роки 8 ігор у чемпіонаті. Також виступав за резервну команду.
Згодом грав на аматорському рівні за «Лідер» (Золотоноша) та «Альтаїр» (Драбів).
25 липня 2017 року повернувся до «Черкаського Дніпра», за який встиг провести 14 ігор у Першій лізі (395 хвилин на полі), в яких відзначився одним голом у ворота харківського «Геліоса» (1:2). Втім вже 14 листопада півзахисник залишив команду, сторони вирішили припинити співпрацю за обопільною згодою.
З початку 2018 року знову грав за «Альтаїр» (Драбів) в чемпіонаті області, з яким у квітні став переможцем X турніру пам'яті В. В. Першина, забивши один з голів у фіналу турніру проти «Базиса» з Кочубіївки (3:0).
У серпні 2018 року перейшов у клуб аматорського чемпіонату України «ЛНЗ-Лебедин». Провів за нову команду 56 матчів, із них 36 в чемпіонаті і забив 15 голів, але в січні 2020 року покинув клуб. Причиною припинення співпраці Колоса з ЛНЗ стало порушення домовленості щодо ігор у футзал. Після 1 січня Олександр знехтував умовами договору, продовжуючи виступати в різних футзальних турнірах. Надалі Колос виступав у чемпіонаті Черкаської області з футзалу одразу паралельно у складі двох команд, які боролись за медалі: за «Яснозір'я» з вищої ліги і «Карбон» (Черкаси) з Екстра-ліги.
На початку 2020 року їздив на перегляд у миколаївську «Вікторію», яка виступала в чемпіонаті України серед аматорів, але не залишився там і знову став грати за «Альтаїр».
У травні 2020 року став гравцем клубу «Факел» (Липовець), з яким виграв чемпіонат Вінницької області 2020/21. По його завершенні перейшов у «Тясмин» з Олександрівки Кіровоградської області.

## Статистика виступів

### Професіональна ліга
| Сезон   | Команда             | Турнір     | Матчі | Голи |
| ------- | ------------------- | ---------- | ----- | ---- |
| 2013/14 | Славутич (Черкаси)  | Друга ліга | 2     | 0    |
| 2014/15 | «Черкаський Дніпро» | Друга ліга | 6     | 0    |
| 2017/18 | «Черкаський Дніпро» | Перша ліга | 14    | 1    |

## Досягнення
- Чемпіонат Вінницької області: 2020/21

## Особисте життя
19 вересня 2020 року одружився з 23-річною дівчиною Яною

## Інтерв'ю
- Олександр Колос: «Кальян – тема хороша, кайфова» [Архівовано 19 жовтня 2021 у Wayback Machine.]
- «Насолоджуйтесь моїм життям». У Колоса все добре. Інтерв‘ю [Архівовано 19 жовтня 2021 у Wayback Machine.]